# Latomies

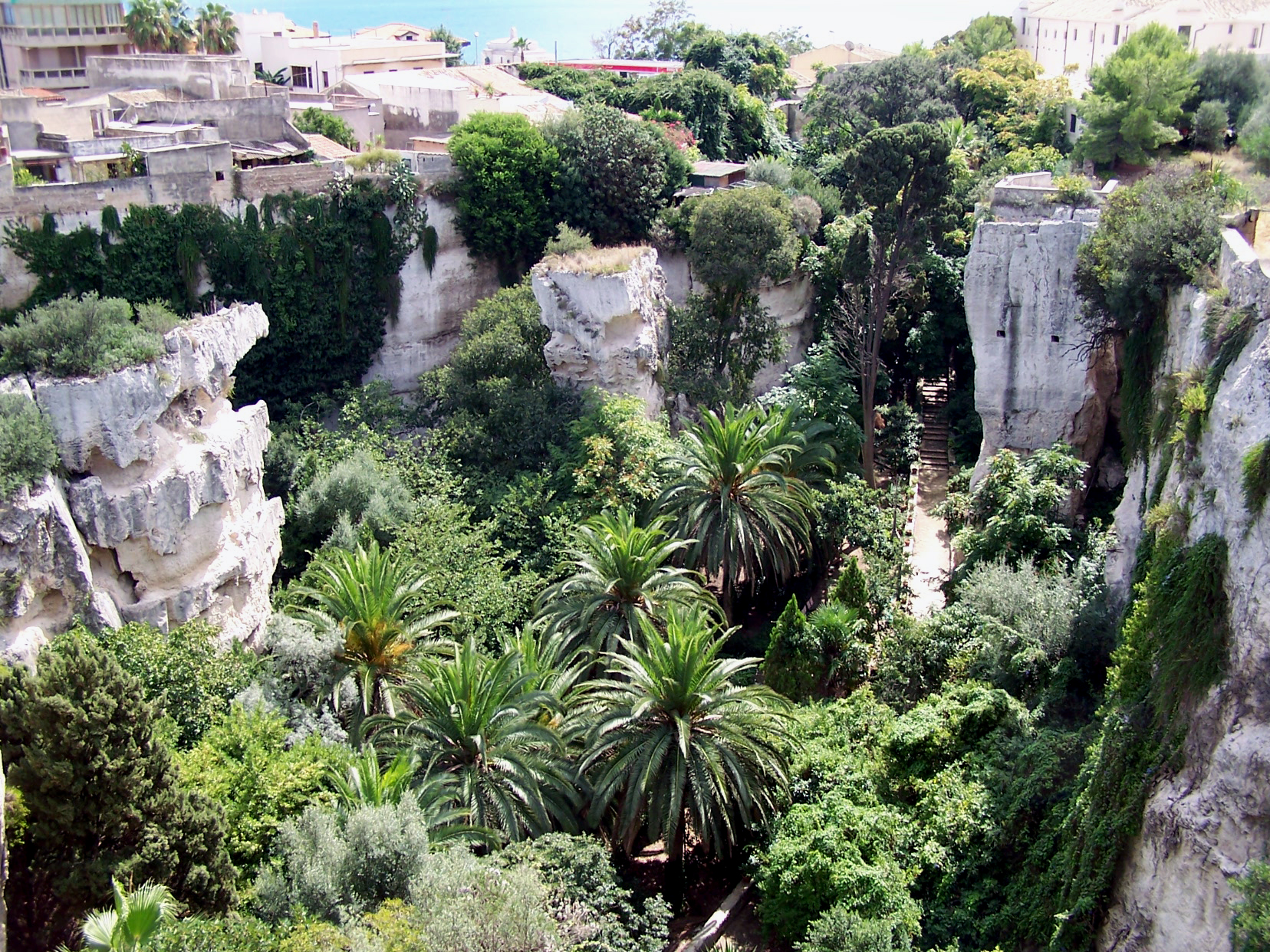
La latomie des Capucins.

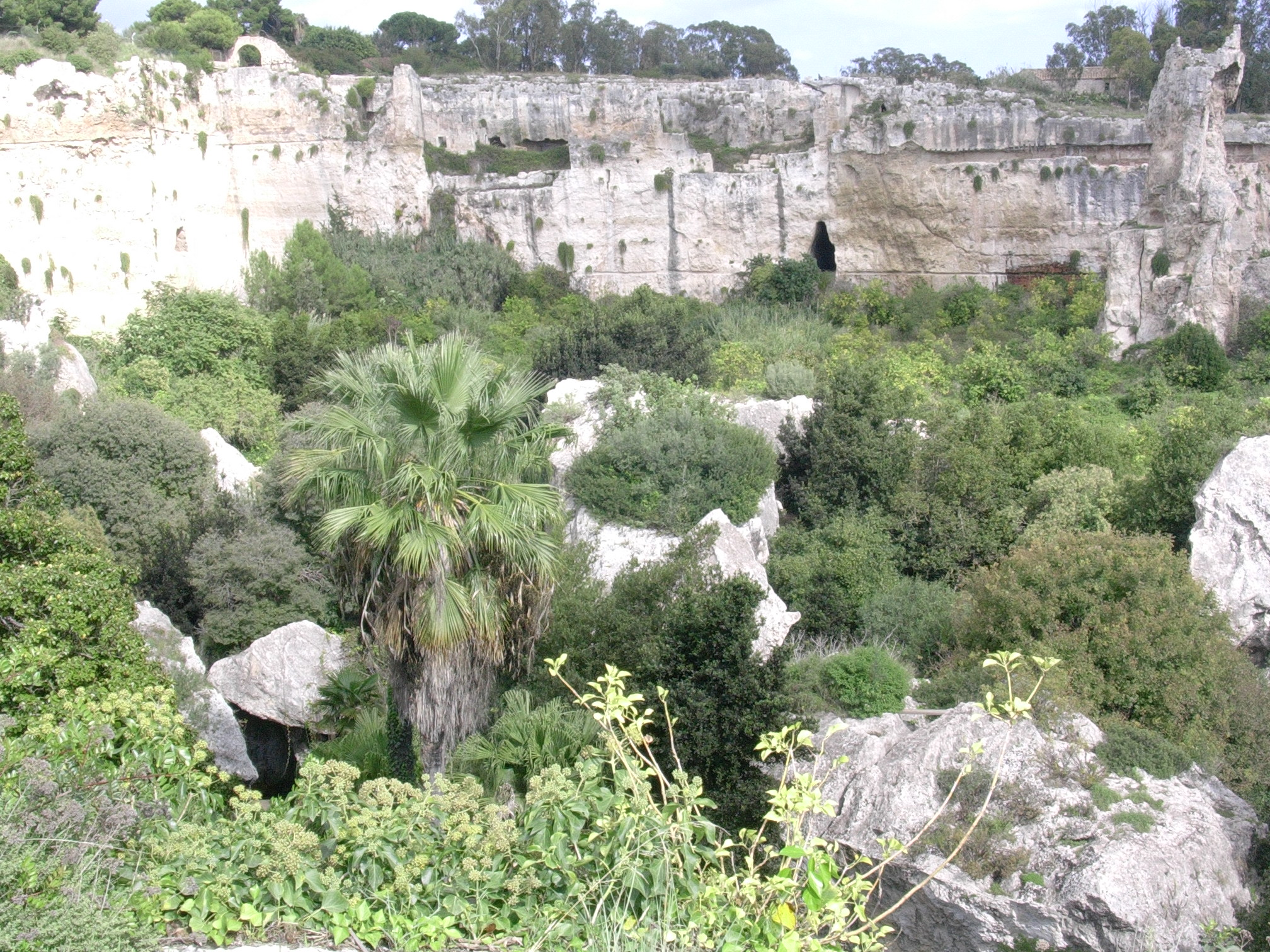
La latomie du Paradis.

Les latomies sont des carrières de calcaire à ciel ouvert de la région de Syracuse en Sicile.
Le travail y était particulièrement éprouvant. Les principales sont la latomie des Capucins, la latomie de Santa Venera et la latomie du Paradis, près de laquelle se trouve la grotte dite « Oreille de Denys ».
Xénophane y découvre des fossiles de poissons, concluant à l'immersion ancienne de ces terres.

Les parois creusées au fil des années formaient de gigantesques prisons naturelles. C'est dans l'une d'elles, probablement dans la latomie des Capucins, qu'au Ve siècle av. J.-C. sont enfermés 7 000 Athéniens après l'échec de l'expédition de Sicile selon le témoignage de Thucydide: 

« Parqués dans une enceinte creuse et resserrée, ils furent d'abord exposés sans abri à l'ardeur suffocante du soleil ; puis survinrent les fraîches nuits d'automne, et cette transition détermina des maladies. N'ayant pour se mouvoir qu'un espace étroit, et les cadavres de ceux qui succombaient à leurs blessures, aux intempéries ou à quelque accident, gisant pêle-mêle, il en résulta une infection insupportable, qu'aggravèrent encore les souffrances du froid et de la faim ; car, durant huit mois, on ne donna à chaque prisonnier qu'une cotyle d'eau et deux cotyles de blé. Enfin, de tous les maux qu'on peut endurer dans une captivité pareille, aucun ne leur fut épargné. Pendant soixante-dix jours, ils vécurent ainsi tous ensemble; ensuite, ceux qui n'étaient ni Athéniens ni Grecs de Sicile ou d'Italie furent vendus. »

C'est également là qu'est envoyé Philoxène de Cythère par Denys l'Ancien quelques années plus tard.
Plus tard, sous l'Empire romain, c'est là que sont envoyés de nombreux condamnés et beaucoup de chrétiens. La tradition chrétienne garde encore le souvenir de leur martyre aujourd'hui. 
Les Romains creusent à proximité un réservoir où aboutit un aqueduc.
Le terme de « latomie » est aujourd'hui synonyme de tortures et de souffrances.